# Szczutowski
Szczutowski (forma żeńska: Szczutowska; liczba mnoga: Szczutowscy) – polskie nazwisko. Na początku lat 90. XX wieku w Polsce nosiły je 270 osób.

## Znane osoby
- Józef Szczutowski – major